# Jerzy Bondorowski
Jerzy Bondorowski ps. Ryszard (ur. 13 marca 1910 w Rozwadowie, zm. ?) – kapitan, podczas powstania warszawskiego dowódca walczącej na Starym Mieście Grupy „Ryszarda” w Dywizjonie Motorowym Komendy Obszaru Warszawa Armii Krajowej.

## Powstanie warszawskie
W czasie powstania odznaczony został Orderem Virtuti Militari z rozkazu Dowódcy AK nr 511 z 18 VIII 1944. Uzasadnienie brzmiało: "za wyjątkową odwagę osobistą wykazaną w walce". Nr krzyża: 13840.
W jego oddziale walczył m.in. poeta pokolenia Kolumbów – Tadeusz Gajcy.

## Kariera sportowa
W latach 30. Jerzy Bondorowski, będąc zawodnikiem KW "Wisła" Warszawa, należał do czołówki polskich wioślarzy. Startując na dwójce podwójnej zajął w 1933 IV miejsce na Mistrzostwach Europy w Budapeszcie. W tym samym roku został w tej konkurencji Mistrzem Polski.